# Joaquim Martins da Cunha e Almeida
Joaquim Martins da Cunha e Almeida (Gouveia, Rio Torto, 24 de Agosto de 1887 - Lisboa, 15 de Abril de 1979), que usou o título de 2.º Visconde de Rio Torto, foi um advogado e magistrado português.

## Família
Filho de Joaquim Martins da Cunha, 1.º Barão de Rio Torto e 1.º Visconde de Rio Torto, e de sua mulher.

## Biografia
Formou-se como Licenciado em Direito na Faculdade de Direito da Universidade de Coimbra, depois do que exerceu a advocacia nas Comarcas de Gouveia e limítrofes. Ingressado na Magistratura, serviu distintamente o lugar de Delegado do Procurador-Geral da República nas Comarcas da Lourinhã, Fornos de Algodres, Fundão, Tondela, Portalegre, Viseu e Porto. Promovido a Juiz de Direito, prestou serviço nas Comarcas de Alcácer do Sal, Castelo de Vide, Moimenta da Beira, Anadia, Tondela, Figueira da Foz, Lisboa e, ainda, nas Auditorias Administrativas de Coimbra e do Porto, no Tribunal das Execuções Fiscais de Lisboa e no Tribunal da Segunda Instância do Contencioso das Contribuições e Impostos. Promovido por distinção a Desembargador, continuou a servir, como Presidente deste último Tribunal, donde saíu para ir ocupar o lugar de Juiz Conselheiro do Tribunal de Contas e depois Juiz Conselheiro do Supremo Tribunal Administrativo, etc.
Usou o título de 2.º Visconde de Rio Torto por Alvará do Conselho de Nobreza de Duarte Nuno de Bragança de 20 de Janeiro de 1948.

## Casamento e descendência
Casou em Santa Comba Dão, Treixedo, a 15 de Agosto de 1920 com Maria do Amparo de Queiroz Pinto de Ataíde e Melo de Azevedo e Lemos (Santa Comba Dão, Treixedo, 24 de Abril de 1891 - Lisboa, 15 de Março de 1964).
D. Maria do Amparo era filha do Dr. Henrique de Queiroz Pinto de Ataíde e Melo, também referido em ulteriores fontes com os sobrenomes Serpe, São Nicolau, e Vaz Guedes Malafaia (Viseu, São João de Lourosa, 14 de julho de 1841 - Viseu, Quinta do Cruzeiro, 8 de abril de 1902), senhor da Casa do Cruzeiro, em Viseu e de sua segunda mulher, com quem casou em maio de 1887, Maria José de Lemos de Azevedo, (Viseu, São Salvador, Quinta da Cruz, 5 de fevereiro de 1859 - Lisboa, 1927), senhora dos solares do Ladário, em Sátão e do Torreão, em Treixedo. 
Neta paterna de Miguel Pereira Pinto de Queiroz Serpe e Melo Sampaio, último Morgado de São Nicolau de Alcongosta, Santo António de Favaios, e Lourosa, e de sua mulher e prima coirmã, D. Augusta Cândida Emília Vaz Guedes de Ataíde Malafaia (da casa dos senhores das honras de Barbosa e Ataíde, e Morgados do Arco). 
Neta materna de José Maria de Lemos de Azevedo Beltrão - da varonia dos Lemos, senhores da Trofa  e representante dos Azevedos, senhores de Paredes da Beira  - e de sua mulher, Maria da Conceição de Gouveia Bandeira Zuzarte, sr.ª da casa-solar do Torreão, em Treixedo e tia do 1.º visconde de Treixedo.
Deste casamento houve geração, uma filha e três filhos:
- Maria José de Queirós Pinto de Ataíde e Lemos da Cunha e Almeida ou de Lemos de Queirós Pinto e Ataíde da Cunha e Almeida (Viseu, Sé Oriental, 2 de Junho de 1921), solteira e sem geração
- Joaquim Nuno Maria de Queirós Ataíde e Lemos Martins da Cunha ou de Queirós Pinto de Ataíde e Lemos da Cunha e Almeida (Viseu, Sé Oriental, 21 de Julho de 1924), solteiro e sem geração
- Vasco Maria de Queirós e Ataíde de Lemos Martins da Cunha (Viseu, Sé Oriental, 21 de Maio de 1926), Licenciado em Direito pela Faculdade de Direito da Universidade de Coimbra, solteiro e sem geração
- Henrique Maria de Queirós Ataíde e Lemos Martins da Cunha ou de Queirós e Lemos Martins da Cunha (Viseu, Sé Oriental), Licenciado em Medicina, Médico-Chefe da Clínica de Medicina Física e de Reabilitação do Hospital de Santa Maria, casado em Lisboa a 13 de Julho de 1959 com Maria Cândida Homem Abranches Ferreira (Paranhos da Beira, 13 de Setembro de 1931), Licenciada em Ciências Histórico-Filosóficas, filha de Manuel Homem Ferreira e de sua mulher Maria Cândida Abranches, com geração